# Bellis
Bellis là một chi thực vật có hoa trong họ Cúc (Asteraceae).

## Loài
Chi Bellis gồm các loài: